# 金沢信用金庫

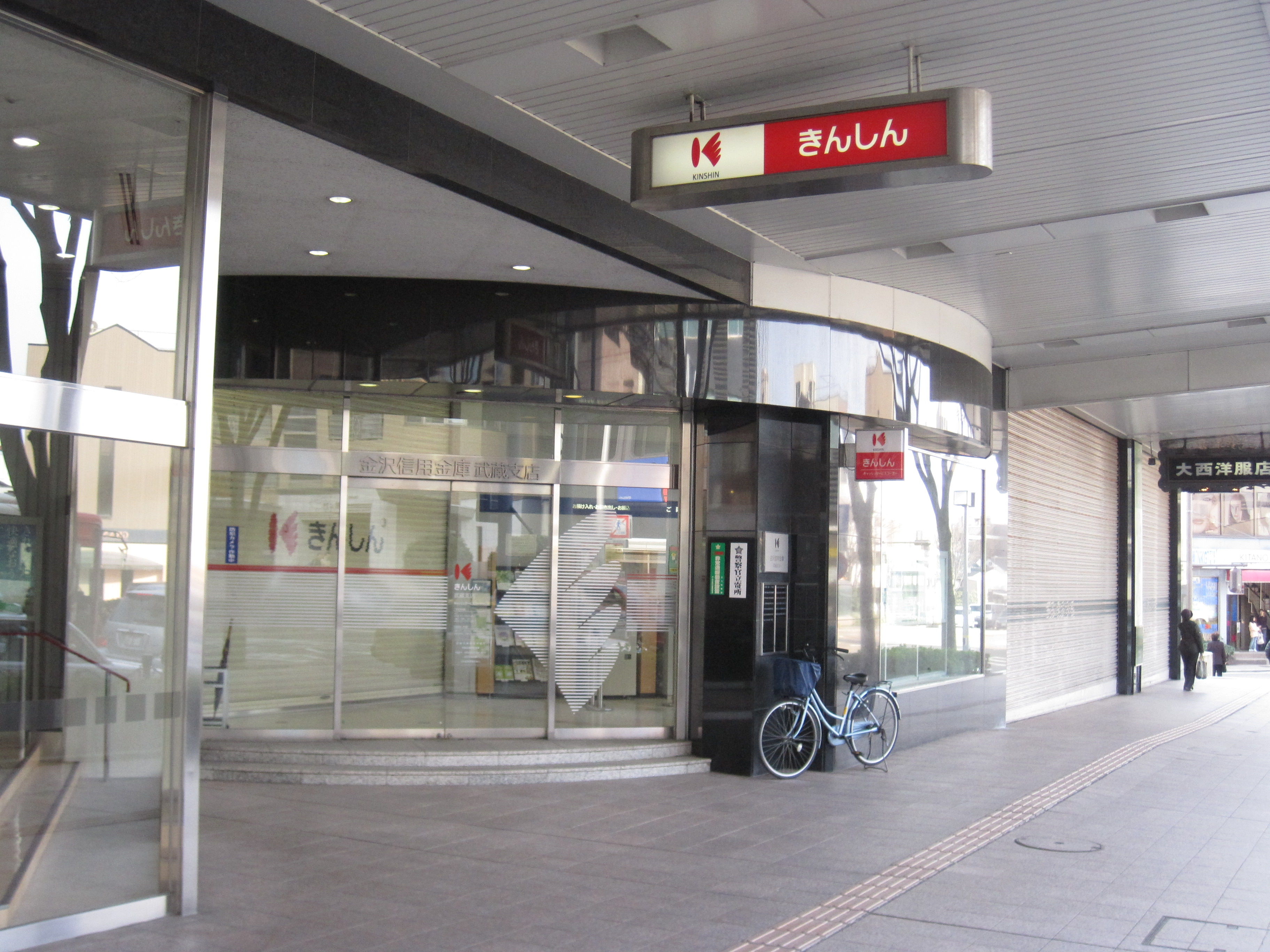
武蔵支店

金沢信用金庫（かなざわしんようきんこ、英語：Kanazawa Shinkin Bank）は、石川県金沢市南町に本店を置く信用金庫である。石川県内の信用金庫としては、最大の預金量を有している。愛称は「きんしん」であり、店舗の看板などに広く利用されている。

## 概要
2013年（平成23年）現在、石川県に店舗を有している。2004年（平成16年）から2012年（平成24年）までは富山県にも店舗を有していた。
金沢信用金庫では、2010年（平成22年）6月から信金中央金庫による支援を受けながら経営健全化計画を実施。その一環として、店舗および人員の削減を5年計画で実施している。

## 沿革
個別に出典が提示された箇所を除いた出典→
- 1908年（明治41年）
  - 9月10日 - 無限責任金沢材木町信用組合として設立。初代組合長は松田弥一郎。
  - 10月9日 - 材木町（現・横山町）にて業務開始。
- 1918年（大正7年）1月1日 - 無限責任金沢戊申信用組合に改組[4]。
- 1920年（大正9年）4月15日 - 無限責任金沢信用組合に改組。
- 1930年（昭和5年）4月4日 - 本店を尾張町に移転（初の自前店舗）。
- 1944年（昭和19年）
  - 4月28日 - 石川県信用購買組合協同会の信用事業を譲受。
  - 9月1日 - 石川県信用購買組合協同会の事業を譲受。金沢市信用組合を吸収合併。金石信用組合と合併。本店を南町の旧金沢市信用組合の本店に移転。
- 1948年（昭和23年）4月 - 河北郡、石川郡の一部に営業地区を拡張。
- 1950年（昭和25年）4月1日 - 中小企業等協同組合法により信用協同組合金沢信用組合に改組。
- 1951年（昭和26年）10月20日 - 信用金庫法に基づき信用金庫に転換、金沢信用金庫に改組。初代理事長は高島弥三郎。
- 1954年（昭和29年）5月22日 - 北国信用金庫を吸収合併。
- 1955年（昭和30年）3月28日 - 小松市、能美郡、江沼郡に営業地区を拡張。
- 1957年（昭和32年）9月20日 - 金沢信用金庫五十年小史発行。
- 1961年（昭和36年）11月24日 - 本店を新築（建て替え、11月15日完成、地下1階地上4階建て）営業開始。
- 1964年（昭和39年）3月12日 - 初の市外店舗の小松支店を開設。
- 1966年（昭和41年）12月14日 - 日本銀行と当座取引を開始。
- 1967年（昭和42年）9月1日 - 日本銀行歳入代理店事務の取り扱い開始。
- 1970年（昭和45年）5月13日 - 七尾市、羽咋市、羽咋郡、鹿島郡に営業地区を拡張。
- 1971年（昭和46年）6月5日 - 富山県小矢部市および、西礪波郡（福岡町を除く）に営業地区を拡張。
- 1977年（昭和52年）11月1日 - 第一信用組合を吸収合併[4]。
- 1978年（昭和53年）11月1日 - 石川県商工信用組合を吸収合併。
- 1997年（平成9年）10月28日 - ホームページを開設。
- 1998年（平成10年）2月2日 - 電算センター竣工。
- 2000年（平成12年）10月2日 - 加南信用金庫と合併。
- 2002年（平成14年）
  - 4月22日 - 経営破綻しただいしん信用組合の事業一部譲受。
  - 6月10日 - 福光信用金庫（本店：富山県西礪波郡福光町（現在の南砺市））と業務提携。
- 2003年（平成15年）3月24日 - 経営破綻した石川銀行の一部店舗の事業を継承。
- 2004年（平成16年）3月22日 - 福光信用金庫と合併し、3店舗の事業を継承。初めて石川県外に店舗を持つ。
- 2005年（平成17年）
  - 4月28日 - ISO14001環境マネジメントシステムを認証取得。
  - 10月14日 - ISOプライバシーマーク認証取得支援サービス業務の取り扱い開始。
- 2008年（平成20年）6月16日 - イオン銀行とのATM相互利用提携開始。
- 2012年（平成24年）10月9日 - 旧福光信用金庫の事業を継承した3店舗を富山銀行（本店：富山県高岡市）に譲渡[5][6][7][8]。

## 店舗
2013年（平成25年）3月31日現在
石川県
- 32店舗：かほく市以南の各市町（能美郡川北町を除く）に支店を有している。

## ATMについて
ATMでは、北陸地方3県（富山県・石川県・福井県）内に本店を置く信用金庫（しんきん北陸トライアングルネットワークATMサービス）のカードに限ってATM利用時間内に関わらず入出金手数料が終日無料で利用できるほか、北陸3県以外の信用金庫（しんきんATMゼロネットサービス）のカードでも平日8:45から18:00までの入出金および土曜9:00から14:00までの出金に限り手数料が無料で利用できる。
また、PayPay銀行や楽天銀行・SBI新生銀行などのインターネット専業系や外資系等の銀行へのATMからの振り込みは相手銀行からの推薦が得られていなかったことが理由で長らく出来ない状態であったが、現在は可能になっている。

## ATMベンダ
全て沖電気工業を採用している。